# Casma
Casma es una ciudad peruana, capital del distrito homónimo y de la provincia de Casma ubicada en el departamento de Áncash. Se halla en la parte baja del valle del río Casma en medio del desierto costero peruano.
Es la tercera ciudad más poblada del departamento de Áncash, con 28.367 en 2013. Posiblemente su etimología derive de la lengua extinta quingnam.
Alrededor de la ciudad se encuentran varios sitios arqueológicos como Sechín, Mojeque, Las Haldas y Chanquillo, esta última declarada Patrimonio de la Humanidad por la UNESCO. En sus costas posee playas como La Gramita, El Litro, Punta El Huaro al norte tenemos playa Quita Calzón, playa Dos hermanas, playa Guaynuma y Tortugas.
La patrona de Casma es santa María Magdalena, cuya fiesta se celebra el 22 de julio.

## Historia

### Casma pre incaica

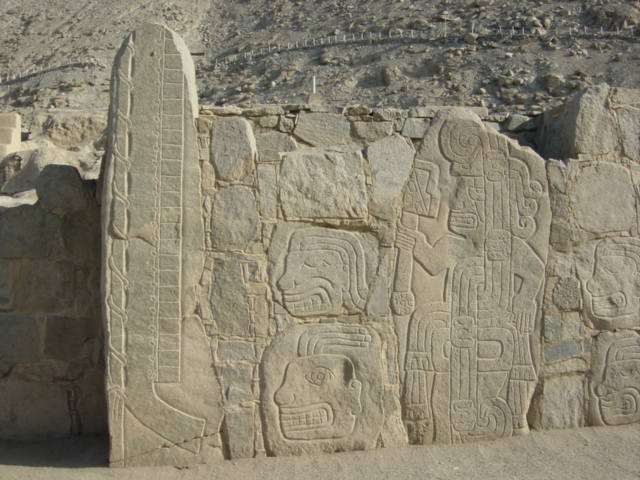
Sechín.

Los habitantes de la primera Casma construyeron un poblado en los cerros de Sechín y Mojeque, dentro del valle de ese nombre, alejado del sitio actual de la población, que allí fue trasladada a finales de los años 1700.
Casma fue un importante centro militar y sede de un notable núcleo cultural. El valle cruzado por innumerables canales de riego daba ocupación a las gentes que habitaban las pendientes de los cerros y en las hoyadas, utilizando la piedra, el barro y el algarrobo.
Luego Casma se incorpora en el Imperio del Gran Chimú y sobre todo hay versiones autorizadas, como la del Padre Gridilla, que dice que el valle de Casma formó parte de dicho reino que comprendía desde el valle de Paramonga (límite sur), hasta Tumbes (límite norte). Así aparece esta Casma primera, en la constelación histórica del Gran Chimú, el imperio fundado por una segunda ola de inmigrantes centroamericanos que llegaron al litoral peruano; según la leyenda que recoge Don Miguel Cabello Balboa en su Miscelánea Antártica, al mando de un "hombre de gran talento y de gran valor llamado Naylamp". En el proceso histórico de la ciudad ha de ser habitado por otros pueblos: los kaswas, que destruyendo o dejando morir a Casma primitiva, dejarán a los habitantes del valle construir un segundo poblado en los cerros de Sechín.

### Conquista incaica
Aproximadamente en la segunda mitad del siglo XV (los Incas dominaron escasamente 60 años en la región Chimú), el poderoso emperador de los kaswas, Pachacútec, envió a su hijo el príncipe Yupanqui - como refiere Garcilaso en la conquista de los estados Yungas - al mando de treinta mil guerreros. Ante el ataque de los kaswas, unidos a los curacazgos de Pachacamac y Lunahuaná que querían vengar antiguos agravios, el Reino Chimú, que se encontraba en decadencia, sintió revivir sus glorias militares y luchó con valor y desesperación.Tras la sangrienta batalla que se libró frente a los muros de la fortaleza de Paramonga los chimús se retiraron a la Fortaleza de Huarmey y de ahí a la de Casma.
En la fortaleza cuyas ruinas hoy llevan el nombre de "Castillo de San Rafael" o "de las Calaveras", los chimús pelearon con tanto denuedo que de ellos dice el Inca Garcilaso:

resistieron muchos días la pujanza de los contrarios sin reconocerles ventajas, hicieron tan buenos hechos que ganaron honra y fama de sus propios enemigos. Esforzaron y aumentaron las esperanzas de su curaca, el Gran Chimú.

Cieza de León nos dice:

osaron competir con los incas; de los cuales cuentan que, más por amor y maña que tuvieron, que por rigor ni fuerza de armas, se hicieron señores de ellos.

Pero Casma también cayó ante los conquistadores que venían de los andes del sur. Después de dura resistencia en Santa sobrevino la derrota final, pues "habiendo cortado los canales de riego se sometió el Rey Chimú. "Santa fue el sepulcro de su libertad". Vencido, Chimú Canchu, el último gobernador del gran imperio costeño, Casma pierde para siempre, duro es constatarlo, su esplendor de otrora. Los incas, en oposición a su política con las regiones conquistadas, dejaron decaer los poblados Chimú; y Casma no escapó a esta dura ley de vencedor.
Esta segunda Casma va a llevar una vida oscura y de abandono total. La causa de esto debe buscarse en que los Incas quisieron extinguir los centros de resistencia desesperada del Chimú.
Casma primera debió ser arrasada por el vencedor, aunque el estudioso casmeño don Juan I. Reyna, dé la versión de que fue destruida por terremotos y aluviones, lo que parece tener fuerza, pues a lo largo del tiempo el valle ha sufrido innumerables desastres producidos por las crecientes del río de su nombre. Fue así conservada la fortaleza a la que nos hemos referido tantas veces al igual que la de Paramonga, para dar lugar a una guarnición militar. Como obra perdurable dejaron los incas en Casma la ruta del gran camino costeño cuya traza puede ser seguida aún. También construyeron un camino hacia el interior, que parte de Casma y pasando por Quillo y Matacoto, desemboca en el Callejón de Huaylas por el cual todavía hacen su pequeño comercio los lugareños.

### Casma colonial
Existen pocos datos aislados que se pudieron conseguir del periodo colonial, los cuales dan una visión  fragmentada de su desarrollo lento y pobre durante este periodo.
En la Crónica del Perú de Cieza, a pesar de encontrarse gran copia de datos, los primeros que se dieron por los conquistadores sobre la posición geográfica y estadísticas de la población costeña, apenas se halla una referencia muy general en el capítulo De los más valles y pueblos que hay en el camino de los llanos hasta llegar a la ciudad de los Reyes, que puede aplicarse a Casma:

Pues todos los más de estos valles están ya casi desiertos, habiendo sido en lo pasado tan poblados como muchos saben.

Pero a pesar de lo breve y general de la nota, bien puede inferirse que la Casma incaica - que apenas era una sombra de la población floreciente que fuera bajo el dominio Chimú - vio agregarse a su decadencia el rigor de la conquista.
Cieza tiene palabras de admonición cuando culpa a los españoles del desmedro de la región de Santa, que corresponde por tanto a Casma:

Salido del gobierno yo no apruebo cosa alguna, antes lloro las extorsiones y malos tratamientos y violentas muertes que los españoles han hecho en estos indios, obradas por su crueldad; sin mirar su nobleza y la virtud tan grande de su nación.

Fray Reginaldo de Lizárraga, en su obra Descripción y población de las Indias, confirma la situación de abandono en que se encuentra Casma, y esto en la época en que gobierna el Perú el virrey don Andrés Hurtado de Mendoza, en una nota ya más precisa:

Desde valle al de Chancay, ponen cincuenta leguas en las cuales pasamos por seis valles, todos abundantísimos, si los naturales no hubiesen faltado, que los labraban para todo género de mantenimiento, con bastante riego, de sus acequias sacadas pero ya perdidas. El primero es Casma la Baja y Casma la Alta, donde han quedado pocos indios, que apenas pueden sustentar un sacerdote.

## Geografía

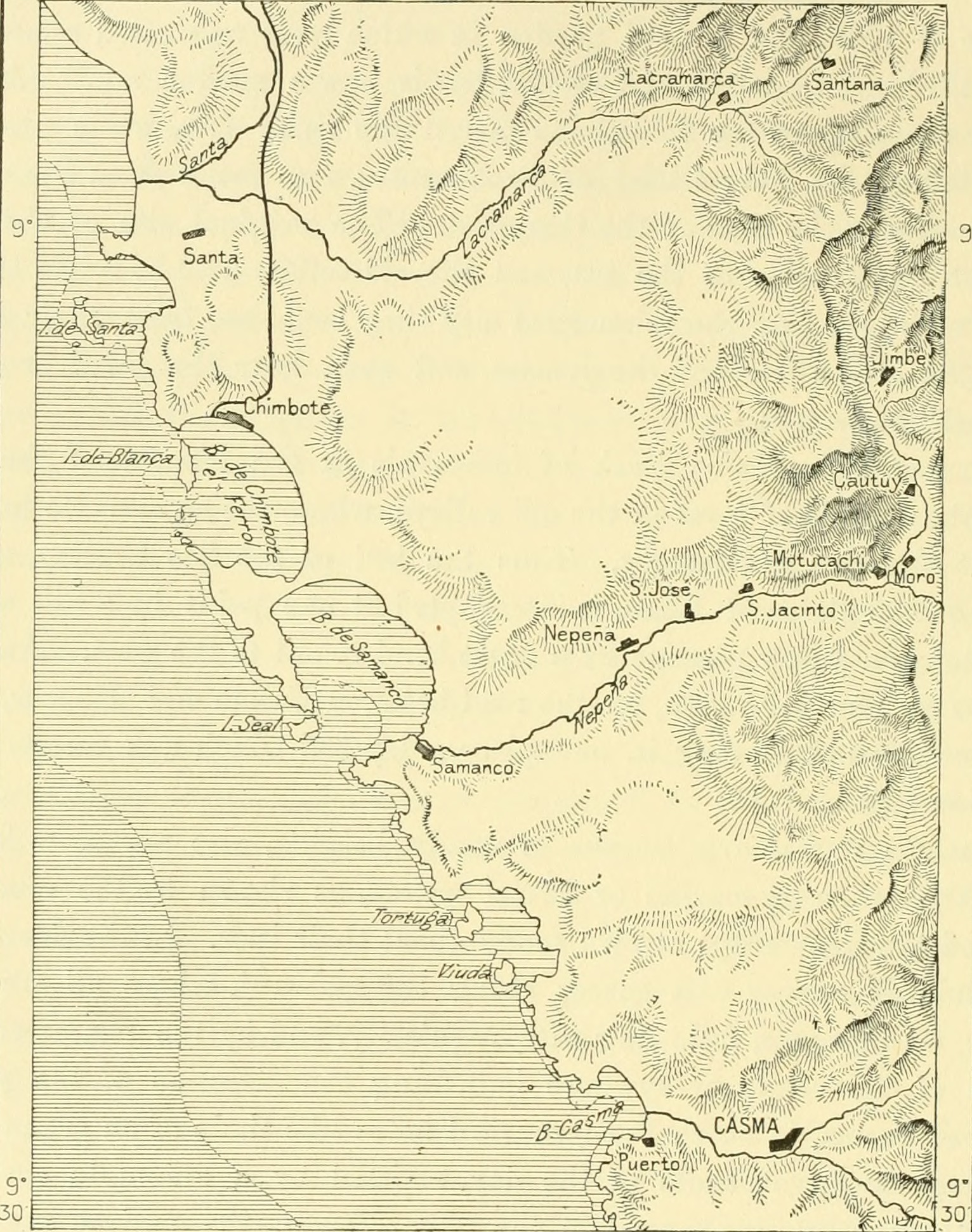
Mapa de la costa de Áncash (1894). Mapa investigación Cortesía COLECTIVO Casma Rumbo a la Demarcación Territorial

### Clima
| Parámetros climáticos promedio de Casma | Parámetros climáticos promedio de Casma | Parámetros climáticos promedio de Casma | Parámetros climáticos promedio de Casma | Parámetros climáticos promedio de Casma | Parámetros climáticos promedio de Casma | Parámetros climáticos promedio de Casma | Parámetros climáticos promedio de Casma | Parámetros climáticos promedio de Casma | Parámetros climáticos promedio de Casma | Parámetros climáticos promedio de Casma | Parámetros climáticos promedio de Casma | Parámetros climáticos promedio de Casma | Parámetros climáticos promedio de Casma |
| Mes                                     | Ene.                                    | Feb.                                    | Mar.                                    | Abr.                                    | May.                                    | Jun.                                    | Jul.                                    | Ago.                                    | Sep.                                    | Oct.                                    | Nov.                                    | Dic.                                    | Anual                                   |
| --------------------------------------- | --------------------------------------- | --------------------------------------- | --------------------------------------- | --------------------------------------- | --------------------------------------- | --------------------------------------- | --------------------------------------- | --------------------------------------- | --------------------------------------- | --------------------------------------- | --------------------------------------- | --------------------------------------- | --------------------------------------- |
| Temp. máx. media (°C)                   | 26.3                                    | 27.4                                    | 27.3                                    | 25.4                                    | 23.8                                    | 22.6                                    | 22                                      | 21.2                                    | 21.4                                    | 22.2                                    | 23.5                                    | 25                                      | 24                                      |
| Temp. media (°C)                        | 21.7                                    | 22.6                                    | 22.7                                    | 21                                      | 19.6                                    | 18.4                                    | 17.8                                    | 17.2                                    | 17.3                                    | 18                                      | 19                                      | 20.3                                    | 19.6                                    |
| Temp. mín. media (°C)                   | 17.1                                    | 17.9                                    | 18.1                                    | 16.7                                    | 15.4                                    | 14.2                                    | 13.6                                    | 13.3                                    | 13.3                                    | 13.8                                    | 14.5                                    | 15.7                                    | 15.3                                    |
| Fuente: climate-data.org                |                                         |                                         |                                         |                                         |                                         |                                         |                                         |                                         |                                         |                                         |                                         |                                         |                                         |

### Playas
- playa Huayuná ahora llamada Las Salinas es el límite entre las provincias de Casma y El Santa
- Playa Quita Calzón
- playa Dos hermanas ahora llamada Las Gemelas
- playa Guaynuma
- playa Tortugas
- playa Puerto Casma
- playa Don Pérez
- playa El frío
- playa El Waro
- playa La Gramita

## Sitios arqueológicos

### Geoglifos
- Geoglifos de Pampa Colorada

### Petroglifos
- Monolito de Kushwanka
- Mesapatac

### Campos de cultivo prehispánicos
- Camellones de la laguna San Diego

### Monumentales
- Cerro Sechín
- Sechín Alto
- Sechín Bajo
- Manchan
- Taukachi-Konkán
- Huaca El Olivar
- Cerro La Virgen
- Puerto Pobre
- La Cantina
- Pampa Rosario
- Pampa de las Llamas-Moxeke
- Laguna
- El Purgatorio
- Huerequeque
- Chankillo
- Las Haldas
- Santa Ana
- Huaca El Farol
- San Diego
- Huaca Santa Cristina
- El Castillo
- Cerro Carrizales
- Santa Elena
- Pallka

## Ciudades hermanas
- Uruapan del Progreso[7]